# Битва при Вустере
Битва при Вустере (англ. Battle of Worcester; 3 сентября 1651 года) — решающее сражение в ходе военной кампании Оливера Кромвеля по завоеванию Шотландии. Разгром армии короля Карла II привел к оккупации всей территории Шотландии английскими войсками. Битва при Вустере также считается последним сражением гражданских войн в Англии, закрепившим победу республиканцев и власть Кромвеля.

## Военные действия перед сражением
К лету 1651 года английские войска захватили всю Шотландию к югу от Форта. Противостоящая им основная шотландская армия Дэвида Лесли располагалась в районе Стерлинга, закрывая доступ в северные части страны. Однако, одержав 20 июля победу при Инверкитинге, Кромвель смог проникнуть в Файф и обойти шотландские войска с востока. 2 августа английская армия штурмом взяла Перт, оказавшись в тылу у шотландцев.
В армии Шотландии тем временем командование на себя принял сам король Карл II. Обнаружив, что Кромвель обошёл шотландскую армию и тем самым открыл ей путь на юг, король решил направить шотландские силы в Англию с целью поднятия там нового восстания роялистов и пресвитериан. Несмотря на протесты генерала Лесли, считавшего экспедицию в Англию безнадёжной, Карл II во главе 14-тысячной армии 5 августа перешёл англо-шотландскую границу. Король избрал путь по западным английским графствам, которые в годы Первой гражданской войны (1642—1646) поддерживали роялистов. Однако англичане не спешили присоединяться к армии короля: сказывалась успешная пропаганда кромвелевского режима против роялистов и шотландцев.
В то же время Кромвель, узнав о движении шотландской армии в Англию, немедленно направился в погоню, оставив корпус Джорджа Монка завершать завоевание Шотландии. Вперёд был выслан кавалерийский отряд Джона Ламберта, который практически «наступал на пятки» армии Карла II. Была мобилизована милиция западных графств, лондонцы также выставили на защиту города около 14 тысяч солдат. Король с удивлением обнаружил, что ему противостоит не просто группа «индепендентов», а практически вся страна. Именно поэтому он отказался от первоначального плана идти на Лондон, а направился в долину Северна и 22 августа расположился лагерем в дружественном роялистам Вустере.

## Положение сторон
В Вустере шотландцы прервали свой быстрый марш на юг и остановились на несколько дней отдохнуть и подождать возможные подкрепления роялистов Уэльса, Вустершира и Глостершира. Однако численность присоединившихся к армии короля англичан оставалась незначительной. К началу сентября войска Карла II в Вустере насчитывали менее 16 тысяч человек, в то время как Кромвель располагал вдвое большими силами. Более того, 25 августа при Вигане англичане разбили небольшой отряд роялистов Ланкашира во главе с графом Дерби, шедший на соединение с королём. 28 августа кавалерия Ламберта неожиданно захватила переправу через Северн в шести милях к югу от Вустера, преградив тем самым шотландцам дальнейший путь на юг. Дорога на север также была отрезана отрядом Роберта Лильберна.
Воспользовавшись остановкой Карла II в Вустере, Кромвель смог сконцентрировать вокруг города всю свою армию и дополнительные отряды ополченцев западных графств. Общая численность английских войск достигла 31 тысячи человек: впервые в истории своей военной карьеры Кромвель располагал армией, вдвое превышавшей войска противника.
Осознав неминуемость решающего сражения, Карл II начал быстро сооружать дополнительные укрепления в Вустере. Были разрушены мосты через Северн, а на юго-восточном краю города возведен новый форт (Форт-Роял), обороняющий подступы к Вустеру. Англичане, в свою очередь, заняли западный берег Северна, а на холмах к востоку от города разместили артиллерию. Вустер был окружен, а на прилегающих реках размещены плавучие мосты для координации между различными частями английской армии.
29 августа начался артиллерийский обстрел города. Попытка небольшого отряда шотландцев под командованием генерала Миддлтона организовать вылазку и захватить английскую батарею провалилась.

## Ход битвы

Вустер, февраль 2007

Утром 3 сентября, в годовщину сражения при Данбаре, английский отряд генерала Флитвуда начал форсировать реку Тим по понтонному мосту. Ему противостояла бригада шотландских горцев, которые несколько часов сдерживали продвижение англичан. На подмогу Флитвуду с другого берега Северна переправились основные силы Кромвеля и ударили в левый фланг шотландцев. Понеся крупные потери, горцы отступили под защиту городских стен.
Карл II, наблюдая за ходом сражения с башни Вустерского собора, обнаружил, что с уходом Кромвеля восточный фланг английской армии оказался ослабленным, и, немедленно собрав свою армию, начал атаку на английские войска. Шотландцы наступали двумя колоннами, возглавляемыми, соответственно, королём Карлом II и герцогом Гамильтоном. Кавалерийскую поддержку осуществлял герцог Бекингем. Под прикрытием артиллерийского огня из Форт-Рояла шотландцы начали теснить позиции противника. Однако с правого берега Северна вновь переправился Кромвель, который ударил во фланг роялистам. Шотландцы были вынуждены отступить, причём герцог Гамильтон был смертельно ранен. В то же время кавалерия Дэвида Лесли, находящаяся в резерве к северу от Вустера, не пришла на помощь королю.
Вскоре Форт-Роял был захвачен английскими ополченцами и его пушки повернулись в сторону города. Войска Кромвеля ворвались на улицы Вустера. Шотландцев охватила паника, все усилия короля собрать разрозненные отряды и организовать сопротивление провалились. Осознав своё поражение, Карл II тайно бежал из города. Сражение было проиграно.
Шотландцы потеряли в битве при Вустере около 3000 человек убитыми и примерно 10 000 пленными. Погибли или были взяты в плен все лидеры шотландской армии, за исключением самого короля и герцога Бекингема, которым удалось бежать во Францию. Большинство захваченных шотландцев Кромвель отправил на работы в Америку. Потери английской армии составляли немногим более 200 человек.
Бегство Карла II из-под Вустера является одной из наиболее популярных английских историй. Его приключения, включая то, как он прятался от военного патруля в ветвях дуба, позднее названного королевским, стали важным элементом английского народного творчества.

## Значение сражения при Вустере

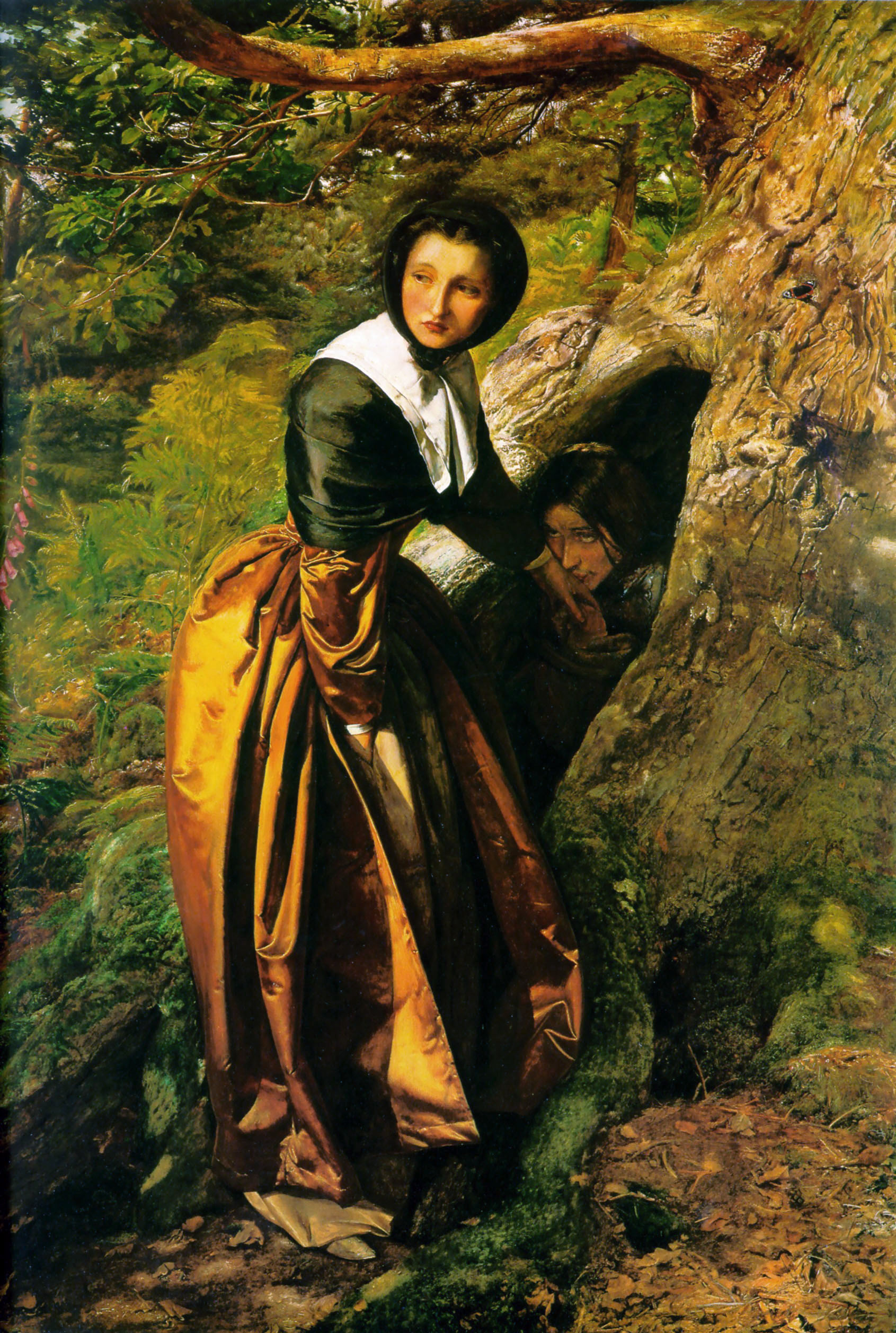
Д. Э. Милле - Роялист вне закона, 1853.

Разгром войск Карла II под Вустером стал решающим в долгой истории гражданских войн Англии. Победа Кромвеля, в которую значительный вклад внесли простые ополченцы, продемонстрировала объединение страны в защиту завоеваний Английской революции против королевской власти. В Англии на длительное время (более 8 лет) установилась республика.
Для Шотландии Вустер означал её завоевание английскими войсками. 14 августа пал Стерлинг, 28 августа был захвачен граф Ливен и члены шотландского правительства, 1 сентября Монк штурмом взял и разрушил Данди, 21 ноября капитулировал маркиз Хантли, 26 мая 1652 года сдался Дуннотар — последняя ещё сопротивляющаяся шотландская крепость. Страна, перешедшая под управление Кромвеля, вошла в состав английского Содружества.
Битва при Вустере была последним сражением, в котором принимал участие Оливер Кромвель.